# Давидсон, Давид
Давид Давидсон (швед. David Davidson; 21 августа 1854 года, Стокгольм — 18 марта 1942 года, Уппсала, Швеция) — шведский экономист, эмерит-профессор экономики и финансового права Уппсальского университета.

## Биография
Давид Давидсон родился 21 августа 1854 года в семье торговца Исаака Исаака Давидсона (1816, Альтона — 1891) и Ребекки Штибель (1822 году, Боккенхайм, Франкфурт-на-Майне — ?). Родители поженились в 1849 году и переехали в Стокгольм, у них было девять детей; Давид был третьим из них и самым старшим среди братьев. В 1861—1867 годах учился в Мозаик-школе в Стокгольме, а в 1871—1871 годах в Стокгольмской гимназии.
В 1871 году поступил в Уппсальский университет, где в 1872 году получил степень бакалавра искусств, а в 1877 году успешно защитил степень бакалавра по праву (LL.B.).
Преподаватель экономики в 1877—1889 годах, ассистент профессора в 1888—1889 годах, экстраординарный профессор в 1889—1890 годах в Уппсальском университете. Звания ординарного профессора был удостоен в 1890 году, а 16 сентября 1919 года вышел в отставку, став эмерит-профессором экономики и финансового права Уппсальского университета.
В 1920 году был избран членом Шведской королевской академии наук. Основатель и, в 1899—1938 годах, редактор журнала The Scandinavian Journal of Economics, член Королевского гуманитарного общества в Уппсале с 1906 года.
Скончался 18 марта 1942 года.

## Награды
За свои достижения был неоднократно награждён:
- 1885 — почетный член Стокгольмской нации в Уппсале[англ.];
- 1893 — почётный доктор права Уппсальского университета;
- 1899 — рыцарь ордена Полярной звезды;
- 1911 — командор ордена Полярной звезды;
- 1912 — золотая медаль Söderströmsta от Шведской королевской академии наук «за заслуги в экономических исследованиях»;
- 1917 — почётный доктор Уппсальского университета;
- 1928 — командор первого класса ордена Полярной звезды.